# Hidroelektrana Grand Coulee
Hidroelektrana Grand Coulee ima gravitacijsku betonsku branu, na rijeci Columbia, u saveznoj državi Washington, SAD. Hidroelektrana je sagrađena za proizvodnju električne energije i za navodnjavanje. Gradnja je trajala od 1933. do 1942., kada su sagrađene dvije strojarnice. Treća strojarnica je završena 1974., zbog povećanja proizvodnje električne energije. To je najveća elektrana u SAD i peta hidroelektrana u svijetu po kapacitetu, s instaliranom snagom od 7 079 MW.
Umjetno jezero Franklin Delano Roosevelt ima površinu od 324 km2. Za vrijeme njegove gradnje iselilo se oko 3000 ljudi, od čega većina Indijanci. Brana je zaustavila isto losose, kojima je to put uzvodno prema mrijestilištima, a nije izgrađena staza za ribe. 
Brana je duga 1592 m, a visoka 168 m. Na brani se nalaze polukružna preljevna čelična ustava, koja imaju ukupni kapacitet protoka od 28 317 m3/s. Visina vodenog stupca ili maksimalni raspoloživi vodeni pad je 116 m. 
U strojarnicama ima 27 Francisovih turbina i 6 pumpa za navodnjavanje, čiji je maksimalni kapacitet 7 079 MW. Godišnja proizvodnja električne struje je oko 21 000 TWh. Ukupna cijena koštanja gradnje je oko 900 milijuna američkih dolara.

## Povijest
Grand Coulee je staro korito rijeke na zaravni Columbia, koje je nastalo za vrijeme pliocena, povlačenjem ledenjaka. Ideja da se napravi brana na koritu stare rijeke i preusmjeri voda iz rijeke Columbia, nastala je još u 19. stoljeću. 1920-tih nastala je velika rasprava da se gradi “visoka” ili “niska” brana. Konačno se počelo s gradnjom 1933., i odlučilo se graditi “nisku” branu, zbog raspoloživih novčanih sredstava. Počelo se s gradnjom dvije privremene brane, da bi se preusmjerio tok rijeke i osušilo mjesto gdje će se graditi brana. 
U kolovozu 1934., gradilište je posjetio američki predsjednik Franklin Delano Roosevelt, koji je bio jako zadovoljan s radovima, tako da je odlučio ipak nastaviti s gradnjom “visoke” brane, što je Kongres sljedeće godine i prihvatio. Na gradilištu je radilo oko 8000 radnika, a poginulo ih je 77. Radovi su završili 1942., što je pomoglo radu sve veće ratne industrije za Drugi svjetski rat.
Izmedu 1967. i 1974. sagrađena je i treća strojarnica, što je povećalo ukupnu proizvodnju električne energije. Glavni razlog za proširenje hidroelektrane bio je u sve većoj utrci u naoružanju s tadašnjim Sovjetskim Savezom. Dodatno se izgradilo postrojenje za navodnjavanje 2 700 km2 poljoprivrednog zemljišta. U to vrijeme jedan od glavnih problema bio je promjenjiv tok rijeke Columbia, pa je tako 75 % godišnjeg toka bilo između travnja i rujna. Kasnije se ta situacija popravila s dodatnim intervencijama.
Vrlo bitan je bio sporazum s Kanadom 1964., jer dio umjetnog jezera se nalazi na njihovom teritoriju i tri male brane. Znatan dio proizvedene energije se troši u obližnjim talionicama aluminija, proizvodnji zrakoplova u Boeingu, brodogradilištu i drugim industrijskim postrojenjima. Od 1943. proizvedena energija se koristila i za dobivanje plutonija, što je bio dio projekta Manhattan, tajnog projekta američke vlade tijekom Drugog svjetskog rata, s ciljem izrade atomske bombe.

## Snaga
Hidroelektrana Grand Coulee ima 4 različite strojarnice, koje imaju ukupno 33 električna generatora. Svaki generator ima svoj tlačni cjevovod, promjera 12 m, koji može dovesti 990 m3/s vode. 
| Položaj            | Vrsta                                  | Količina     | Kapacitet (MW)    | Ukupni kapacitet (MW) |
| Lijeva strojarnica | Francisova turbina, servisni generator | 3 (LS1-LS3)  | 10                | 30                    |
| Lijeva strojarnica | Francisova turbina, glavni generator   | 9 (G1-G9)    | 125               | 1 125                 |
| Desna strojarnica  | Francisova turbina, glavni generator   | 9 (G10-G18)  | 125               | 1 125                 |
| Treća strojarnica  | Francisova turbina, glavni generator   | 3 (G22-G24)  | 805               | 2 415                 |
| Treća strojarnica  | Francisova turbina, glavni generator   | 3 (G19-G21)  | 600 (Max: 690 MW) | 1,800                 |
| Postrojenje pumpi  | Pumpa-generator, vršni generator       | 4 (PG9-PG12) | 53,5              | 214                   |
| Postrojenje pumpi  | Pumpa-generator, vršni generator       | 2 (PG7-PG8)  | 50                | 100                   |
| Ukupno:            |                                        | 33           |                   | 6 809                 |